# Cytisus acutangulus
Cytisus acutangulus är en ärtväxtart som beskrevs av Hippolyte François Jaubert och Édouard Spach. Cytisus acutangulus ingår i släktet kvastginster, och familjen ärtväxter. Inga underarter finns listade i Catalogue of Life.